# Xã Edgar, Quận Clay, Nebraska
Xã Edgar (tiếng Anh: Edgar Township) là một xã thuộc quận Clay, tiểu bang Nebraska, Hoa Kỳ. Năm 2010, dân số của xã này là 559 người.